# Chiesa di San Giovanni Battista (Tempio)
La chiesa di San Giovanni Battista è la parrocchiale di Tempio, in provincia di Treviso e diocesi di Vittorio Veneto.

## Storia

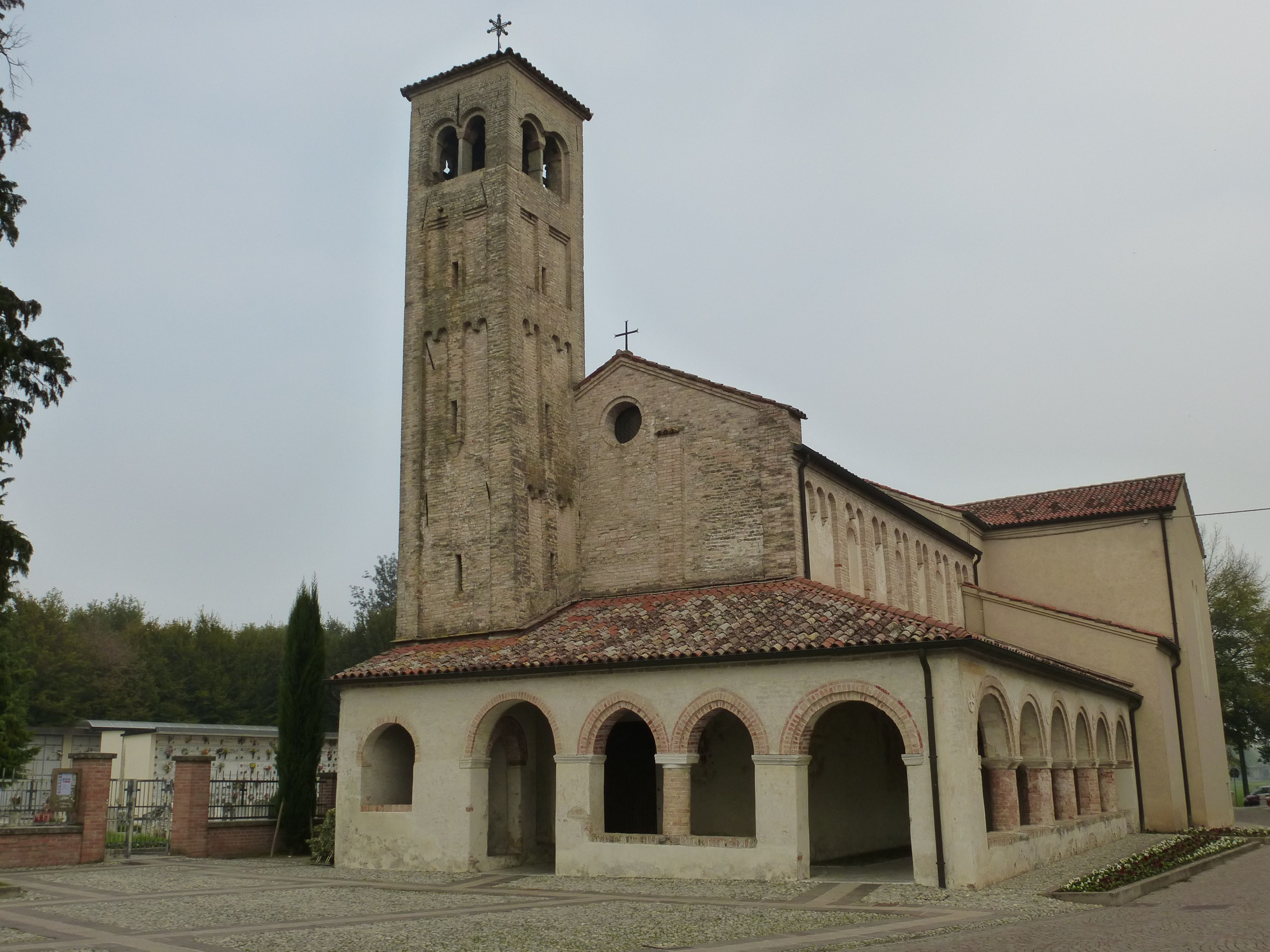
La chiesa

Costruita nel XII secolo (la prima citazione è del 1178), essa era parte di un complesso più vasto detto Masón (da Mansionis Templi) che costituiva un luogo di sosta per i pellegrini diretti in Terra santa. La scelta del luogo non fu casuale: Tempio si trova lungo la via Opitergium-Tridentum e a breve distanza dalla via Postumia, due assi stradali romani ancora utilizzati nel medioevo.
Quando, nel 1312, l'ordine dei Templari venne soppresso, il complesso passò ai Giovanniti (più noti come Cavalieri di Malta). Sotto la loro gestione, la Masón si evolse da ospizio ad azienda agricola, costituita da un'estesa proprietà terriera comprendente anche case e mulini. È in questo periodo che il complesso cambia intitolazione: anticamente detto mansionis Sanctae Marie de Templo de Campanea, dal 1777 risulta intitolato a san Giovanni Battista.
La cura delle anime del paese era affidata a un sacerdote scelto dai Templari e successivamente approvato dal vescovo di Ceneda; a partire dal 1684 esso risulta parroco.
Con l'arrivo di Napoleone, nel 1797, San Giovanni del Tempio venne confiscato ai Cavalieri, mentre la giurisdizione ecclesiastica veniva assunta completamente dal vescovo di Ceneda. La Masón, messa all'asta, pervenne nel 1810 all'opitergino Gasparro Moro che fece demolire tutti gli edifici risparmiando solo la chiesa.

## Descrizione
Pur avendo subito varie ricostruzioni e rimaneggiamenti (XIV secolo, 1628, inizio Ottocento, 1903, 1923) la chiesa conserva ancora il suo originale impianto romanico.
L'accesso, sulla facciata rivolta ad ovest, è anticipato da un portico che si sviluppa anche sul lato sud. È più tardo della chiesa e, anzi, nel 1723-1731 fu ampliato verso est. Presenta un interessante ciclo di affreschi, realizzati in tre fasi successive dal XII-XIII secolo al XVI secolo.
Sul lato nord si notano ancora le tracce della porta che immetteva al limitrofo cimitero.
Gli interni, costituiti da un'unica navata, hanno linee tipicamente romaniche, sobrie e severe. Il presbiterio era costituito da tre absidiole; l'attuale abside centrale è del 1923, mentre le due più piccole che la affiancano sono del 1955.
Il campanile, per quanto antico, risale probabilmente a un'epoca successiva rispetto alla chiesa. Nel Settecento era stato intonacato a marmorino e cocciopesto, ma negli anni 1960 gli è stato restituito l'aspetto originale con mattoni facciavista.
Un cenno merita la canonica cinque-secentesca che, in precedenza, costituiva la residenza dell'agente o del procuratore dei Cavalieri.